# Teng Biao
Teng Biao (xinès simplificat: 滕彪) és un activista i advocat xinès. Teng és professor a la Universitat de Política i Dret de Beijing. Ell ha estat portaveu d'activistes de drets humans com ara Chen Guangcheng i Hu Jia. Ha estat detingut com a mínim dues vegades, el març del 2008 i en el febrer del 2011.

## Activitats pels drets humans
Teng Biao fou un dels fundadors de la Iniciativa Oberta de Constitució en el 2003.
El 2006 va ser advocat de l'activista cec de drets civils Chen Guangcheng, que havia estat condemnat a quatre anys i tres mesos de presó.

## Arrests
On 7 de març del 2008, Teng va ser segrestat per agents de la Seguretat Pública de Beijing i va romandre retingut per dos dies.
En el 2011, Teng es va reunir amb altres advocats el 16 de febrer per parlar sobre el cas de Chen Guangcheng, que n'havia estat posat il·legalment sota arrest domiciliari després de la seva eixida de presó. Els seus companys advocats Jiang Tianyong i Tang Jitian, que van assistir a la reunió, van ser arrestats poc després. Teng va ser detingut el 20 de febrer, el primer diumenge de les protestes pro-democràcia de la Xina del 2011 les quals es van inspirar en les Revolucions i protestes a l'Orient Mitjà i l'Àfrica del Nord del 2010-2011. El 28 de febrer del 2011, Amnistia Internacional va enviar una "acció urgent" en suport dels tres advocats detinguts. Teng Biao va ser alliberat el 29 d'abril, després de dos mesos de detenció. Organitzacions de drets humans van afirmar que He remains under surveillance.